# リスクプレミアム
リスクプレミアム（英: risk premium）とは、リスク資産の期待収益率において価格変動リスクの対価とみなされる部分のことである。

## 概要
リスクプレミアムは以下の式で定義される。
```
リスクプレミアム = 不確実な価格変動を伴う
リスク資産
の期待収益率 - 
無リスク金利
（短期
国債
などの
無リスク資産
の
金利
）
```

リスクプレミアムは通常、正であり、金融商品が持つ不確実な価格変動を受け入れるために必要な平均的収益と見なすことが出来る。もし、ある金融商品のリスクプレミアムが0または負であれば、多くの人はリスクを避けようとする傾向があるため(リスク回避的)、そのような金融商品は購入せず、国債などの安全な資産に投資するであろう。ある金融商品のリスクプレミアムを計算するに当たって、国債などの無リスク資産の金利はデータから分かるものの、その金融商品の未来に生じる収益率は事前にはわからない。よってリスクプレミアムを求めるためには金融商品の期待収益率を何らかのモデルで仮定する必要がある。

### リスク中立確率とリスクプレミアム
リスク中立確率とは金融商品の価格を金利で割り引いたものがマルチンゲールとなるような仮想上の確率のことである。よってリスク中立確率で金融商品の収益率の期待値を取れば金利と等しくなる。つまりある金融商品の収益率を{\displaystyle {\widetilde {R}}} 、金利を {\displaystyle r} とすると、
{\displaystyle r=E^{*}[{\widetilde {R}}]}
が成り立つ。ただし{\displaystyle E^{*}}はリスク中立確率での期待値である。ここでこの金融商品のリスクプレミアムを{\displaystyle RP} と表すと
{\displaystyle RP=E[{\widetilde {R}}]-r=E[{\widetilde {R}}]-E^{*}[{\widetilde {R}}]}
となる。ただし{\displaystyle E} は実際の確率での期待値である。つまりリスクプレミアムは金融商品の実際の確率での期待収益率からリスク中立確率での期待収益率を引いたものとして表現することが出来る。

## エクイティリスクプレミアム
株式のリスクプレミアムをエクイティリスクプレミアム(英: equity risk premium)と言う。

### CAPM
資本資産価格モデル(CAPM)は適正なリスクプレミアムの大きさを測る指標になるモデルの一つである。
CAPMにおいては株式 {\displaystyle i} の期待収益率 {\displaystyle R_{i}} は次の式で決定される。
{\displaystyle R_{i}=r+\beta _{i}(R_{M}-r)}
ここで {\displaystyle R_{M}} は市場ポートフォリオとよばれるポートフォリオの期待収益率であり、{\displaystyle r} は無リスク資産の金利である。{\displaystyle \beta _{i}} はベータと呼ばれる各株式に固有の係数である。すると株式 {\displaystyle i} のリスクプレミアムは定義から
{\displaystyle R_{i}-r=\beta _{i}(R_{M}-r)}
となる。市場ポートフォリオには通常、その代理としてS&P500などの時価総額加重平均型株価指数が用いられる。CAPMは株式に限らずあらゆる金融資産について成立するので、CAPMを用いたリスクプレミアムの評価は株式に限らず可能である。またCAPMと類似のリスクプレミアム計算方法としてファーマ＝フレンチ3ファクターモデルが用いられることもある。

### リスクの市場価格(market price of risk)
リスクの市場価格とはリスクプレミアムをボラティリティで除したものである。特に数理ファイナンスの文脈で言及される。
以下でブラック・ショールズモデルにおける例を記述する。ある金融商品の価格 {\displaystyle S} が次の幾何ブラウン運動に従うとする。
{\displaystyle dS(t)=S(t)(\sigma dW(t)+\mu dt)}
ただし {\displaystyle \mu ,\sigma } は定数で {\displaystyle r} は国債などの無リスク資産の金利であり、{\displaystyle W} はブラウン運動である。この時、リスクの市場価格 {\displaystyle \lambda } は次のように定義される。
{\displaystyle \lambda ={\frac {\mu -r}{\sigma }}}
ギルサノフの定理から次の新しい確率過程
{\displaystyle W^{*}(t)=W(t)+\lambda t}
はリスク中立確率測度の下でブラウン運動に従い、更に
{\displaystyle dS(t)=S(t)(\sigma dW^{*}(t)+rdt)}
と表されることから、確かにこの金融商品を金利で割り引いたものはリスク中立確率測度の下でマルチンゲールとなることが言える。この例では無リスク資産と単一の価格変動リスクが存在する金融資産のみが存在する場合を考えたが、複数の金融資産が存在する場合のブラック・ショールズモデルでは、リスクの市場価格は金融商品ごとに定まるのではなくリスクの源泉となるブラウン運動ごとに定まる。

### エクイティプレミアムパズル
エクイティプレミアムパズル(英: equity premium puzzle)とは実際の市場で観測されるエクイティリスクプレミアムが新古典派経済学の標準的なモデルにおけるリスクへの対価で正当化され得る範囲より大きいという問題のことである。
Rajnish Mehraとエドワード・プレスコットが1985年に発表した論文により広く知られるようになった。
エクイティプレミアムパズルは新古典派経済学で広く用いられる相対的リスク回避度一定(CRRA)型効用関数を用いた際に起こる。CRRA型効用関数を用いた経済モデルにおいて、実際に観測されるエクイティリスクプレミアムに対してモデルのパラメータを推定すると、投資家のリスクへの相対的忌避度を表す相対的リスク回避度と呼ばれるパラメータが高くなる。これは株式以外のデータから推定される相対的リスク回避度や実験経済学における経済実験で確かめられる相対的リスク回避度に比べると著しく高いことが知られている。
双曲割引などの行動ファイナンス理論や習慣形成などの伝統的手法等、多くの代替モデルによってエクイティプレミアムパズルを説明しようとする試みがなされてきたが、統一的な説明は得られていない。

## クレジットスプレッド
クレジットスプレッド(英: credit spread)またはクレジットリスクプレミアム(英: credit risk premium)とは、ほぼ安全と見なせる経済大国の国債などと比べた場合にデフォルトの危険性が高い社債などの債券についてのリスクプレミアムである。クレジットスプレッドについての理論モデルの例としてDarrell DuffieとKenneth Singletonによる価格モデルがある。

## バリアンスリスクプレミアム
バリアンスリスクプレミアム(英: variance risk premium)とは金融商品の収益率の分散に対するリスクプレミアムである。満期を{\displaystyle T} としたバリアンスリスクプレミアム{\displaystyle VRP} は以下の式で定義される。
{\displaystyle VRP=E\left[{\frac {1}{T}}\int _{0}^{T}v^{2}(t)dt\right]-E^{*}\left[{\frac {1}{T}}\int _{0}^{T}v^{2}(t)dt\right]}
ここで{\displaystyle E,E^{*}}はそれぞれ現実の確率測度とリスク中立確率測度による期待値であり、{\displaystyle v} は金融資産のボラティリティである。実用上、右辺第1項は金融商品の時系列データから計算されるヒストリカルボラティリティで代理され、第2項は店頭デリバティブの一つであるバリアンススワップにおけるバリアンススワップレートの無裁定価格と同じであることからバリアンススワップレート、もしくはVIXで代理される。その意味でバリアンスリスクプレミアムはバリアンススワップにおける買い手から見た期待収益率と見なせる。バリアンスリスクプレミアムはその他のリスクプレミアムと異なり負となる場合が多い。また実際に観測されるバリアンスリスクプレミアムはCAPMやファーマ＝フレンチの3ファクターモデルなどの既存の資産価格モデルで説明できないほどに負の方向に大きいことが確認されている。